# IC 4166
IC 4166 је спирална галаксија у сазвјежђу Ловачки пси која се налази на листи објеката дубоког неба у Индекс каталогу.
Деклинација објекта је + 31° 26' 31" а ректасцензија 13h 5m 18,7s. Привидна величина (магнитуда) објекта IC 4166 износи 14,3 а фотографска магнитуда 15,1. IC 4166 је још познат и под ознакама UGC 8180, MCG 5-31-122, CGCG 160-133, PGC 45264.